# تجربة مفتوحة التسمية
التجربة ذات التسمية المفتوحة ، أو التجربة المفتوحة ، هي نوع من التجارب السريرية التي لا يتم فيها حجب المعلومات عن المشاركين في التجربة.  وعلى وجه الخصوص، يعرف كل من الباحثين والمشاركين العلاج الذي يتم تقديمه.  وهذا يتناقض مع تجربة مزدوجة التعمية ، حيث يتم حجب المعلومات عن الباحثين والمشاركين لتقليل التحيز.  
قد تكون التجارب ذات التسمية المفتوحة مناسبة لمقارنة علاجين متشابهين لتحديد أيهما أكثر فعالية، مثل المقارنة بين مضادات التخثر المختلفة الموصوفة طبيًا ،  أو التخفيف المحتمل من أعراض بعض الاضطرابات عند إعطاء دواء وهمي . 
قد تظل التجربة ذات التسمية المفتوحة عشوائية . وقد تكون أيضًا غير خاضعة للرقابة (بدون مجموعة الدواء الوهمي )، حيث يتلقى جميع المشاركين نفس العلاج. 